# 萬島群島
萬島群島（英語：Ten Thousand Islands）是位於美國佛羅里達州西南部海岸附近的一系列島嶼和紅樹林島礁，位於羅馬諾角（位於馬可島南端）和洛斯特曼斯河河口之間。有些島嶼地處下沉海岸線上的高處。其他的島嶼則是由沙洲上生長的紅樹林產生的。儘管這些島嶼被稱為「萬島群島」，但實際上島嶼的數量只有數百個。

## 地理
萬島北部位於羅馬諾角和大沼澤地市之間，在萬島國家野生動物保護區內。萬島南部位於大沼澤地市以南，在大沼澤地國家公園內。 荒野水道全長99英里（159公里），始於大沼澤地市，終於佛罗里达半岛南端的弗拉明戈。 這些島嶼分別由柯里爾縣和門羅郡管轄。